# 賢島橋と賢島大橋

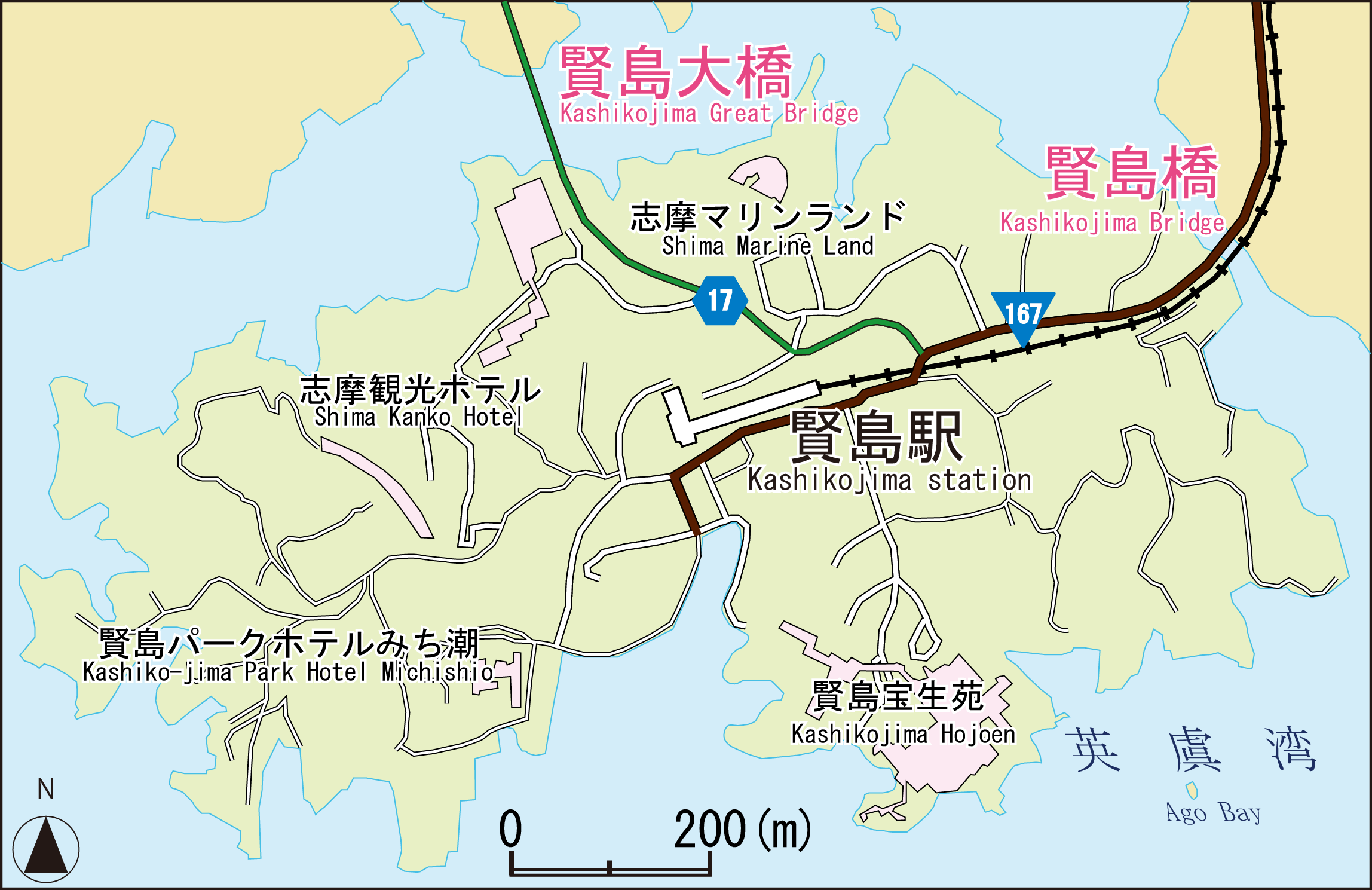
賢島橋と賢島大橋の位置関係図

賢島橋（かしこじまばし）と賢島大橋（かしこじまおおはし）は、どちらも三重県志摩市にある橋で、本州と賢島を結ぶ。
陸路で賢島へ入るには、近鉄志摩線を利用するか、この2本の橋を渡る必要がある。
賢島橋は1929年（昭和4年）に初めて架橋され、無人島だった賢島の開発を進めるきっかけを与えた。
賢島大橋は1970年（昭和45年）6月に近畿日本鉄道（近鉄）が自社の開発した別荘地と賢島を結ぶために建設し、賢島の観光と住民生活を支える橋となった。
両橋とも2016年（平成28年）の第42回先進国首脳会議（伊勢志摩サミット）において、賢島への入り口となる橋として交通規制の対象となっていた。

## 賢島橋
賢島橋は賢島の東側に架橋された橋である。国道167号の道路橋と近鉄志摩線の鉄道橋が平行に架けられている。橋長は20mであり、干潮時は橋の下を徒歩で渡ることもできる。橋長が短いため、鉄道で越えると橋を渡ったことに気付かない人もいる。
最初の賢島橋は、大正時代に木組みの仮橋として建設され、1929年（昭和4年）に本設の橋が架けられた。この時鉄道橋と人道橋が同時に架けられた。架橋地点は本州と賢島が最も近接したところが選ばれた。架橋以前の賢島は無人島であり、架橋は賢島開発の大事な一歩であった。賢島は徒歩（＝かち）で越えることのできる島という意味の「かちごえ島」が語源とされ、架橋時点でも干潮時には徒歩で渡れるほど水深が浅かった。現行の賢島橋は1962年（昭和37年）に架橋されたもので、1970年（昭和45年）の賢島大橋開通まで賢島へ渡る唯一の橋であった。

## 賢島大橋
賢島大橋は賢島の西側に架橋された、三重県道17号浜島阿児線上の橋である。第42回先進国首脳会議（伊勢志摩サミット）の会場となっていた志摩観光ホテルの近くを通っている。1970年（昭和45年）6月に竣工した橋長153m、橋幅9.3m、海面からの高さ17.855mの鋼3径間上路式アーチ橋である。橋には歩道も整備されている。
元は近鉄が、自社の開発した賢島対岸の別荘地と賢島を連絡するために建設した橋であるが、賢島と本州を結ぶ2本目の橋として国道167号のバイパスとしての機能も果たすようになっている。また橋の開通した1970年（昭和45年）は近鉄創業60周年の年であり、橋の周辺に賢島スポーツランドと志摩マリンランドを同年に開業した。1980年代から三重県の管理に移行した。2015年（平成27年）から2016年（平成28年）3月にかけて伊勢志摩サミットに合わせて当初計画から1年前倒しで補修工事が行われた。また橋の周囲に放置された廃船の撤去作業を2016年（平成28年）1月25日から実施した。

### 夕日
賢島大橋は日本の夕陽百選に選定されており、橋の上から見る夕日や対岸の埋め立て地から見る橋と夕日が美しいとされる。対岸では1月下旬から2月上旬と11月に夕日を撮影する人が多く集まる。橋の上からは真珠の養殖筏が浮かぶリアス式海岸の英虞湾が見られる。
2007年（平成19年）に朝日新聞社が自社の会員サイト「アスパラクラブ」で実施したアンケート調査では、賢島大橋の夕日が日本全国で7位に入った。2016年（平成28年）5月10日に使用を開始した阿児賢島郵便局の風景印には、賢島大橋に沈む夕日が、アコヤガイを模した輪郭の中に描かれている。
橋の近くに駐車場はない。

## 伊勢志摩サミットにおける橋の封鎖・規制
2016年（平成28年）5月26日と27日に賢島で開催された伊勢志摩サミットのため、賢島大橋を5月21日から5月28日まで完全に封鎖し、賢島橋では橋の手前に外務省が保安検査場を設置して賢島への入島を厳しく制限した。封鎖前から2本の橋の前では日本全国から派遣された警察官による検問が実施され、ゴールデンウィーク明けの5月9日からは検問がより強化された。サミット前日には付近の道路を警察車両が頻繁に往来し、北海道警や兵庫県警の警察官が数百m間隔で配置される状況であった。
伊勢志摩サミットの開催が決定した当初は、賢島橋と賢島大橋しか陸路で島へ渡る手段がないことから、外部からの侵入を規制しやすいと目され、警察庁の事前評価でも高い評価を得ており、三重県知事の鈴木英敬も開催地選考の勝因の1つに挙げていた。しかし警備体制を構築する上で賢島橋も賢島大橋も橋長が短くほぼ陸続きであることなどが問題視され、「警備しやすい」という開催地選考時のキャッチフレーズは次第に使われなくなった。

### 賢島橋の規制

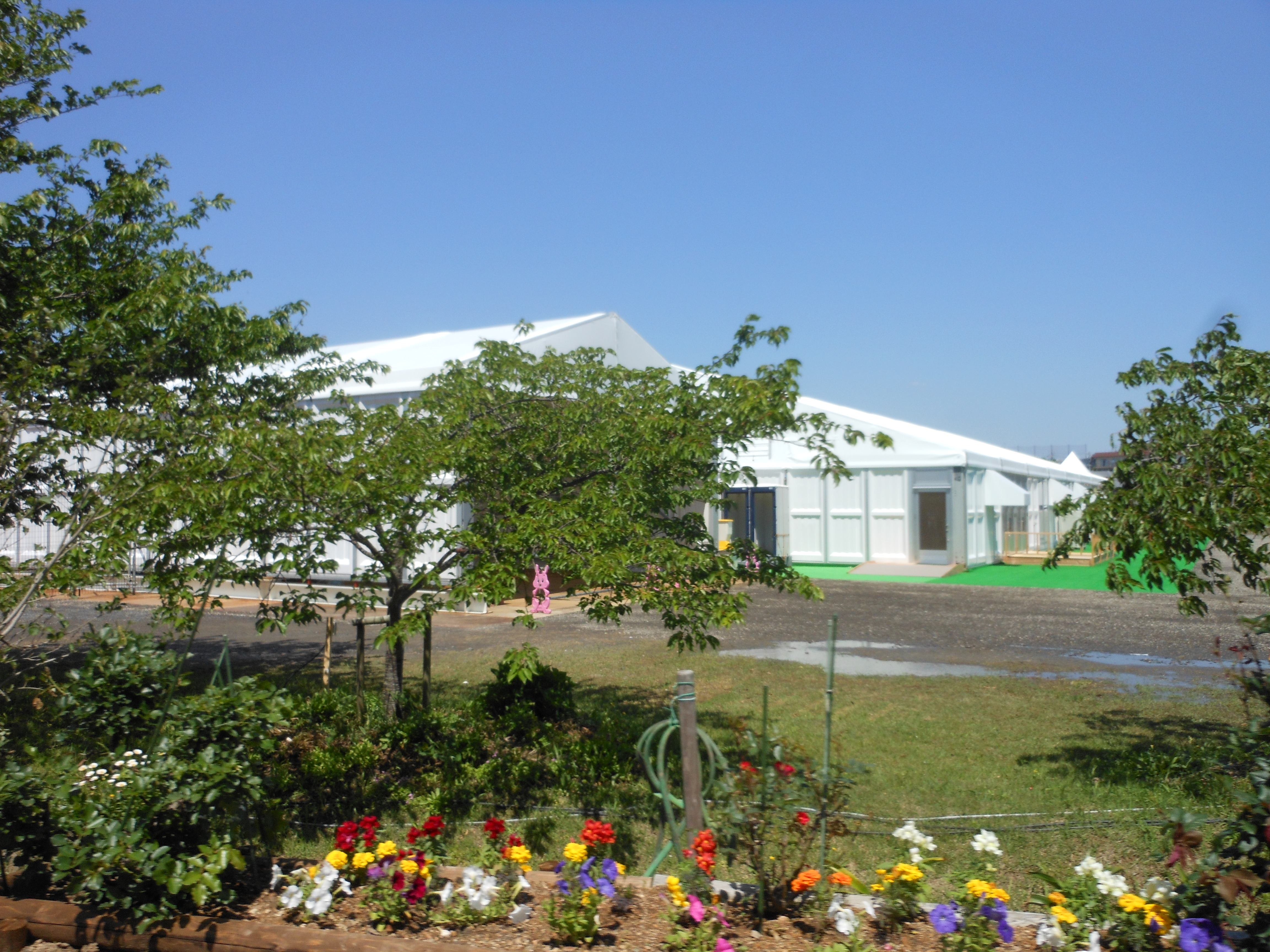
賢島橋付近に存在した保安検査場（2016年5月5日＝運用開始前）

賢島橋は、外務省発行の識別証（IDカード）を保有する島民、島内への通勤者や出入り業者のみが通行可能とされた。賢島大橋と同様に、5月21日午前6時に可動式の柵が閉じられた。橋の手前約450mの地点に保安検査場が設けられ、通過には厳重な検査が行われた。
自家用自動車で入島する場合は保安検査場で警備員により車内やトランクの入念な確認が行われ、IDカードと車両証の提示が求められた。保安検査を通過した後は、島内の目的地までオートバイに誘導されながら走行する必要があった。
近鉄志摩線および三重交通路線バスの運休に伴う代行バス利用者は保安検査場で一旦バスを降りて金属探知機による検査と手荷物検査を受けた。検査終了後は、一般の人は待機している別のバスに乗り換えて賢島駅へ、サミット関係者はワゴン車で志摩マリンランドへ向かった。
陸上交通は運休し、賢島港に発着するあご湾定期船は志摩地中海村に発着港を変更したため、保安検査場を通らなければ賢島へ入れないようになっていた。係員の不慣れから運用初日に保安検査が30分待ちの行列になることや、伊勢志摩サミット当日の5月26日午前3時頃には右翼団体の車10台が詰めかけるなどトラブルもあった。5月28日に保安検査場は運用を終了し、関係者が備品を搬出した。

### 賢島大橋の封鎖

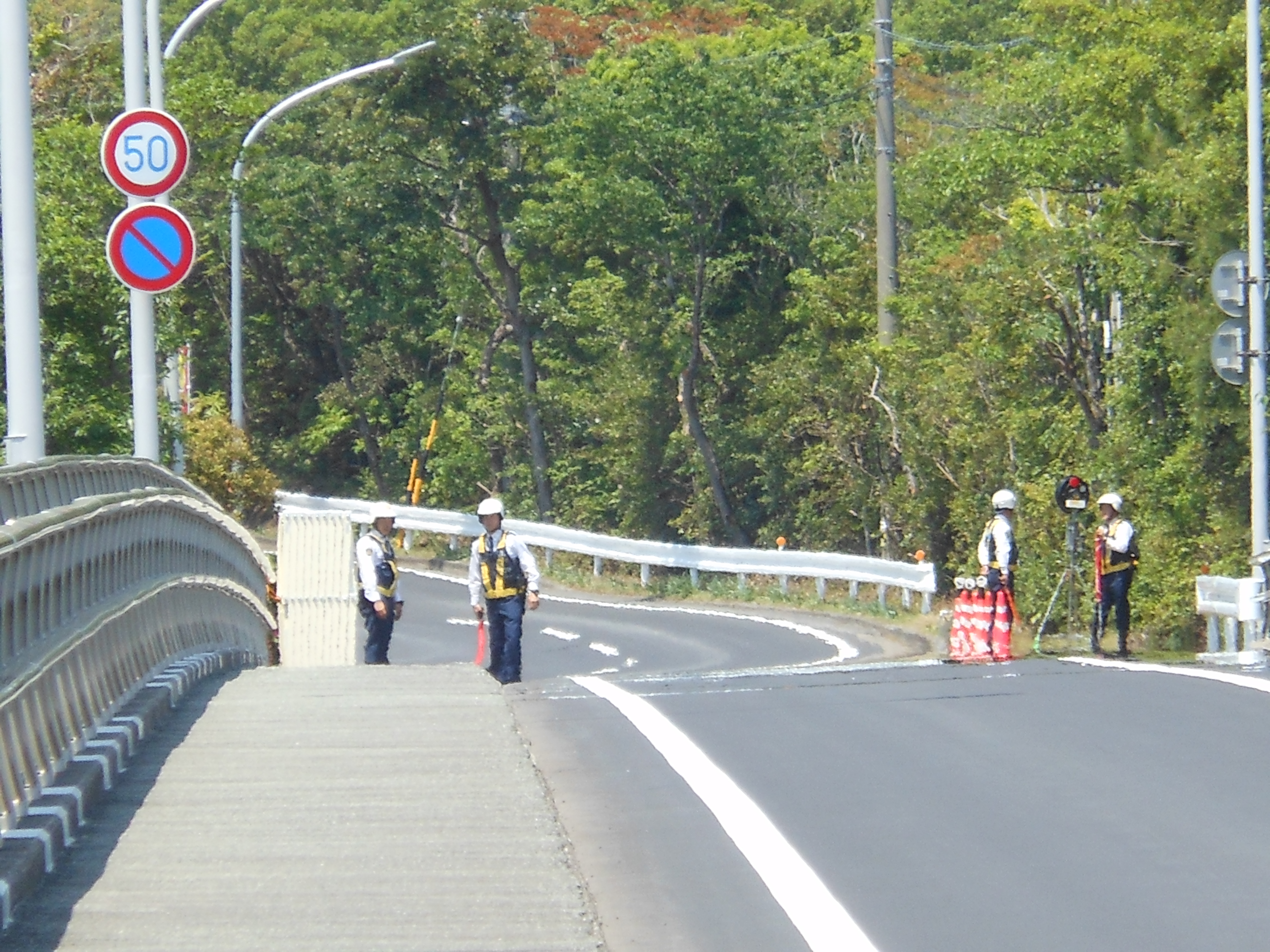
賢島大橋の検問所（2016年5月1日）

賢島大橋はサミット会場である志摩観光ホテルに近く、4月6日までに本州側に検問所が設置され、通行車両の監視を行った。5月21日午前6時に機動隊員らによって可動式の柵が閉じられ、要人専用の通路となった。封鎖以降、警察官は通行不可であることを知らずに橋の前に来た車両に対し、賢島橋を利用するよう誘導した。サミット当日は約20人態勢で橋の警備に当たった。警察官だけでなく、警視庁や大阪府警の警察犬も投入して厳戒態勢を執った。5月28日午前7時に「規制解除」の号令に合わせて警視庁の機動隊が柵を開放し、入島規制が解除された。